# Heliconius albimaculata
Heliconius albimaculata är en fjärilsart som beskrevs av Otto Staudinger 1896. Heliconius albimaculata ingår i släktet Heliconius och familjen praktfjärilar. Inga underarter finns listade i Catalogue of Life.